# Thomas von Westen Engelhart

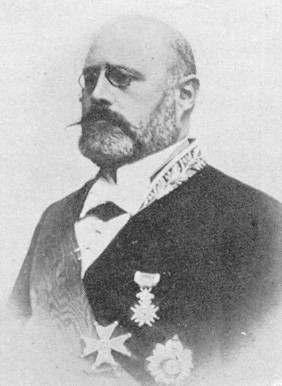
Thomas von Westen Engelhart

Thomas von Westen Engelhart, född 6 oktober 1850, död 3 augusti 1905, var en norsk politiker.
Engelhart blev höjesteretsadvokat 1876, statsadvokat 1889, amtman 1898, stortingsman 1885, samt var president i Odelstinget 1889 och 1891. Engelhart anslöt sig till vänstern och var 1891-93 medlem av Johannes Steens regering, 1895-98 av Francis Hagerups. Med en stor praktisk administrativ förmåga, var han mycket anlitad i kommunikations- och skogsfrågor. 1894-95 beklädde han under unionsstridigheterna den viktiga och krävande posten som ordförande i Stortingets konstitutionskommitté.